# مسرح سيدي بلعباس الجهوي
مسرح سيدي بلعباس الجهوي من أشهر المسارح الجهوية بالجزائر ويتواجد بوسط مدينة سيدي بلعباس ساحة أول نوفمبر 1954 .

## التأسيس
عرف تأخراً في الانطلاق بسبب نقص المؤطرين والموارد المالية إلى غاية 1978، عندما عُيّن الراحل كاتب ياسين لتسييره رفقة فرقته المسماة حركة العمال الثقافية.

## أعمال
ومن الأعمال التي اشتهر بها مسرح سيدي بلعباس:
- “الرجل صاحب النعل المطاطي”
- “فلسطين المخدوعة”
- “محمد خذ حقيبتك”
- ”الأجداد يزدادون شراسة”.
- الحارس

1. ↑  "مسارح جهوية". مؤرشف من الأصل في 2021-11-09. اطلع عليه بتاريخ 2022-04-16.
2. ↑  "مسرح سيدي بلعباس". www.tna.dz. 22 فبراير 2018. مؤرشف من الأصل في 2021-11-09. اطلع عليه بتاريخ 2021-11-08.